# 간균목
간균목(Bacillales)은 간균강에 속하는 세균의 목이다. 그람 양성균 박테리아로 후벽균문으로 분류한다. 대표적인 속은 간균속(Bacillus)과 리스테리아속(Listeria), 포도상구균속(Staphylococcus) 등이다.

## 하위 분류
- Alicyclobacillaceae
- 간균과 (Bacillaceae)
- Caryophanaceae
- Listeriaceae
- Paenibacillaceae
- Planococcaceae
- Sporolactobacillaceae
- 포도상구균과 (Staphylococcaceae)
- Thermoactinomycetaceae
- Turicibacteraceae